# Caristeria
Caristeria era el día de fiesta que se celebraba en Atenas el día 12 del mes boedromión. 
La fiesta celebraba el aniversario del día en que Trasíbulo arrojó a los Treinta Tiranos y devolvió la libertad a los atenienses. 